# Marum-Gerums distrikt
Marum-Gerums distrikt är ett distrikt i Skara kommun och Västra Götalands län. 
Distriktet ligger sydväst om Skara. 

## Tidigare administrativ tillhörighet
Distriktet inrättades 2016 och utgörs av socknarna Marum och Västra Gerum i Skara kommun.
Området motsvarar den omfattning Marum-Gerums församling hade 1999/2000 och fick 1992 när socknarnas församlingar slogs samman.